# Barra Gábor
Barra Gábor  (Ákos, 1799 – Kolozsvár, 1837. december 19.) magyar kőfestő.

## Életrajz
Debrecenben, Zilahon és Kolozsváron tanult. A litográfiák készítését Nagyszebenben Bielz Mihálytól sajátította el. Ezt követően tanulmányutat tett Németországban, Franciaországban és Angliában. Hazatérés után 1831-től a kolozsvári református kollégium kő-, később könyvnyomdájának volt az igazgatója. Művei megtalálhatók a Magyar Nemzeti Galériában. A magyar litográfia egyik első jeles képviselője, Barabás Miklóst is ő tanította.

## Emlékezete
Sírja a Házsongárdi temetőben található.

## Külső hivatkozások
- Kieselbach
- Magyar életrajzi lexikon